# Służewiec

Służewiec na tle Mokotowa według MSI

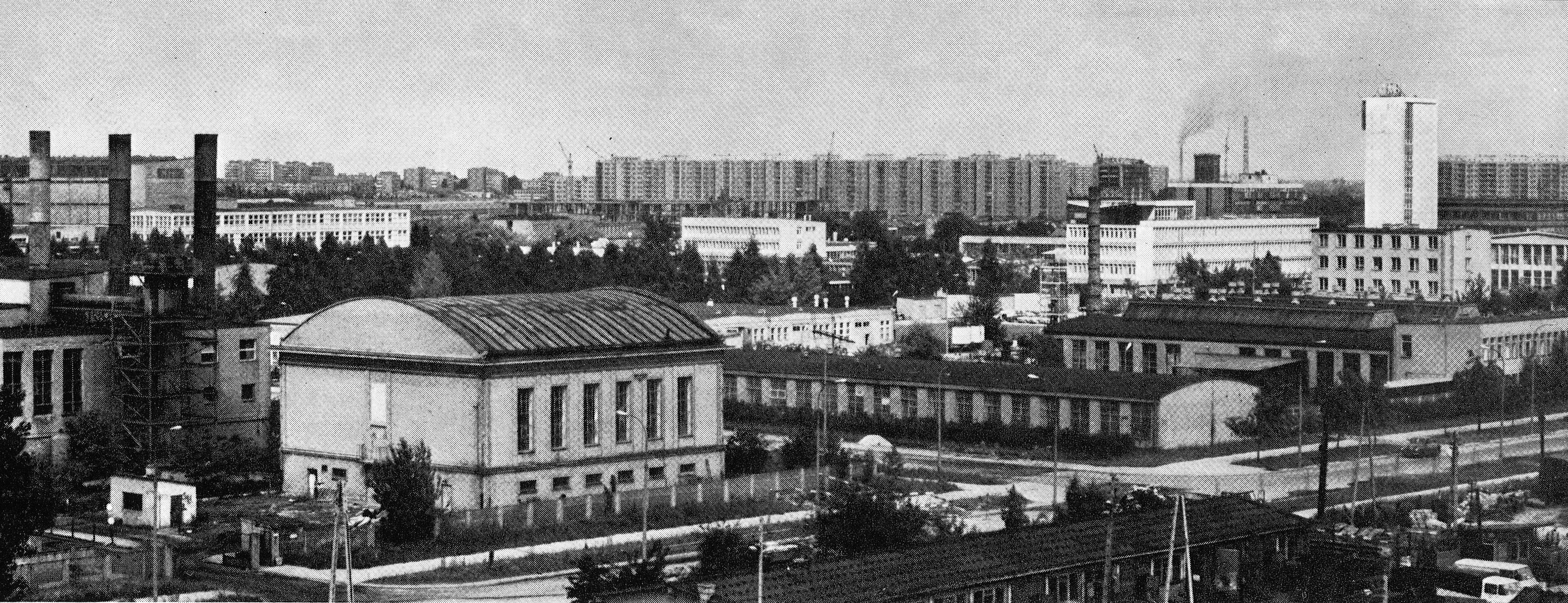
Panorama Służewca w latach 70. XX wieku, na pierwszym planie skrzyżowanie ulic Cybernetyki i Wynalazek

Służewiec – dawna wieś, obecnie obszar MSI w dzielnicy Mokotów w Warszawie.

## Opis
Granice Służewca, według Miejskiego Systemu Informacji, wyznaczają ulice Jana Pawła Woronicza, Wołoska, Obrzeżna, Bokserska oraz tory linii radomskiej. Oznacza to, że faktycznie w jego granicach znajdują się jedynie część przemysłowa i fragment części mieszkalnej Służewca. Pozostała część mieszkalna (osiedla Służewiec Południowy i Służewiec Fort) znajduje się w granicach Służewa.
W zabudowie Służewca wyróżnia się dwa obszary. Pierwszy, leżący na południu, to osiedle eksperymentalnych i prototypowych budynków mieszkalnych wznoszonych w technologii wielkiej płyty. Drugi, leżący na północy i znany jako Służewiec Przemysłowy, to teren przeznaczony w czasach PRL pod zakłady przemysłowe i magazyny (tzw. Dzielnica Przemysłowo-Składowa „Służewiec”, zajmująca obszar ok. 260 ha). Dzielnica powstała na terenach rolniczych wsi Służewiec i Zbarż. Jej budowa rozpoczęła się w 1952. 
W kilkudziesięciu zakładach przemysłowych na Służewcu na początku lat 70. pracowało ok. 20 tys. osób. Największymi przedsiębiorstwami były: Fabryka Półprzewodników „Tewa”, Zakłady Urządzeń Dźwigowych, Fabryka Podzespołów Radiowych „Elwa”, Zakłady Ceramiki Radiowej, Zakłady Mięsne „Służewiec” i Stołeczne Zakłady Wyrobów Skórzanych Przemysłu Terenowego „Argo”. W tej części miasta znajdowała się również fabryka wind (Kombinat Dźwigów Osobowych), której budynek został rozebrany w 2016 roku. Pamiątką po tym miejscu jest wykonana przez Wandę Gosławską mozaika, pierwotnie znajdująca się w gmachu KDO, eksponowana na terenie dzielnicy.
Od lat 90. XX wieku dawna przemysłowa część Służewca i powiązana z nim funkcjonalnie zachodnia część Ksawerowa zaczęły być intensywnie zabudowywane budynkami biurowymi, w wyniku czego powstał największy w Polsce kompleks biurowy. Do 2016 wzniesiono tam 75 biurowców. W związku z kłopotami komunikacyjnymi (m.in. korki i trudności z parkowaniem), zyskał on żartobliwą nazwę Mordoru – mrocznej krainy z powieści J.R.R. Tolkiena.

## Kalendarium
- 1414 – wieś Służewiec z nadania księcia Janusza I otrzymała prawo chełmińskie,
- 1580 – wieś szlachecka w 1580 znajdowała się w powiecie warszawskim ziemi warszawskiej województwa mazowieckiego[11],
- 1886 – powstał fort VIIA Twierdzy Warszawa, nazywany fortem Służewieckim, leżący obecnie na terenie osiedla Służewiec Południowy (obecnie na Służewie),
- 1938 – Służewiec zostaje przyłączony do Warszawy,
- 1939 – na Służewiec przeniesiono z Pola Mokotowskiego Tor Wyścigów Konnych (obecnie w granicach Ursynowa),
- 1951 – decyzją rządu na Służewcu ma powstać nowy ośrodek przemysłowy. Ma on zajmować ok. 260 ha na południe i południowy zachód od ul. J.P. Woronicza. Zaplanowano tam około 60 inwestycji przemysłowych oraz osiedle dla 26 tys. mieszkańców. Generalnym projektantem Służewca był J. Krotkiewicz z Warszawskiego Biura projektów Budownictwa Przemysłowego. Budowa tzw. Południowej Dzielnicy Przemysłowo-Składowej rozpoczęła się 1 września 1952[12],
- 1956 – uruchomiono zajezdnię tramwajową przy ul. Jana Pawła Woronicza,
- 1956 – na Służewcu powstają zakłady produkcyjne o profilu elektronicznym Unitra Unima (ul. Domaniewska 42/44). Zakład zajmuje teren o powierzchni 27 000 m².

## Ważniejsze obiekty
- Zakład Eksploatacji Tramwajów R-3 Mokotów
- Zajezdnia Autobusowa R-1
- przystanek kolejowy Warszawa Służewiec
- Wydział Lingwistyki Stosowanej Uniwersytetu Warszawskiego
- Wydział Zarządzania Uniwersytetu Warszawskiego

## Galeria

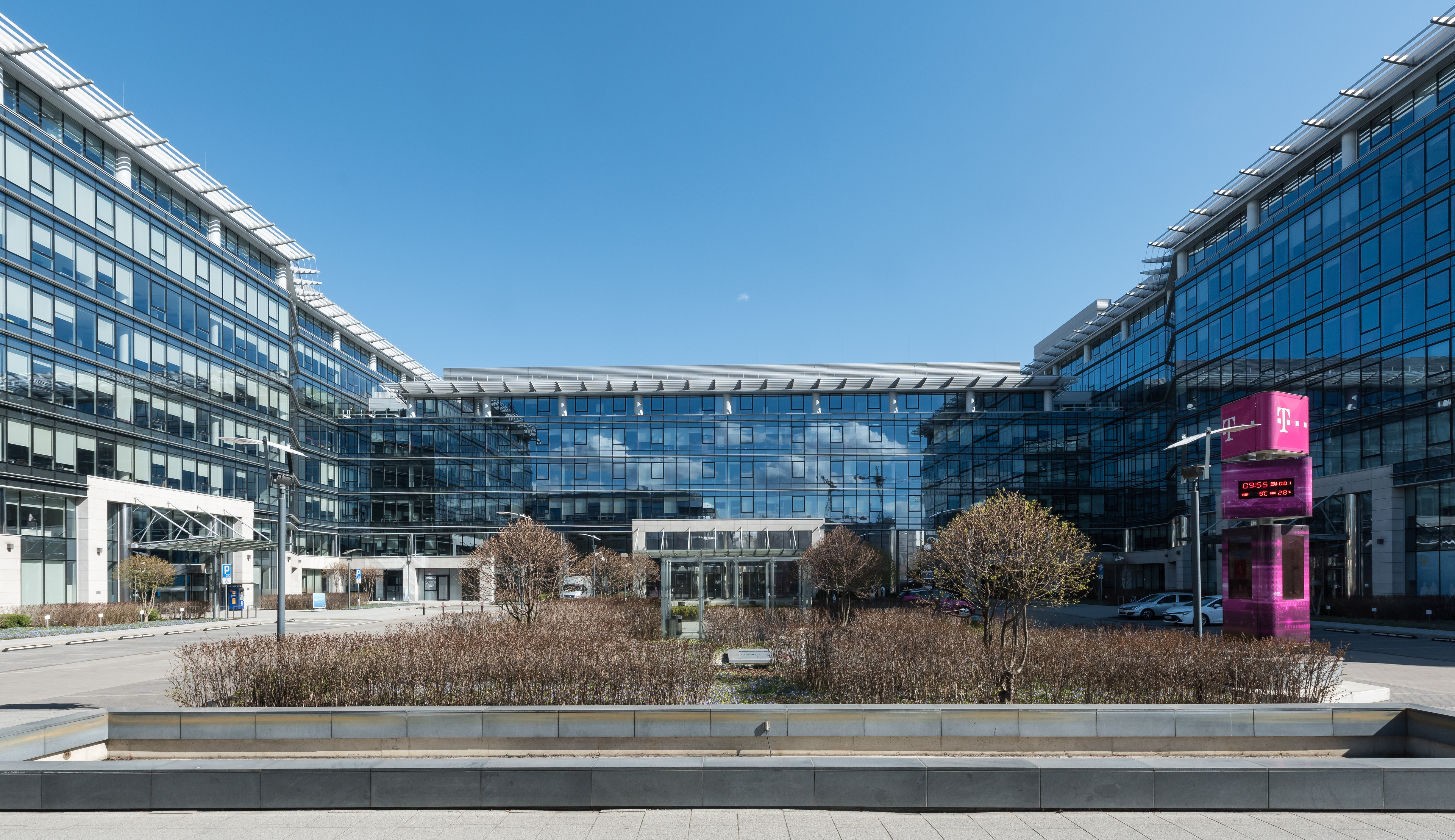
Siedziba spółki T-Mobile Polska przy ul. Marynarskiej 12
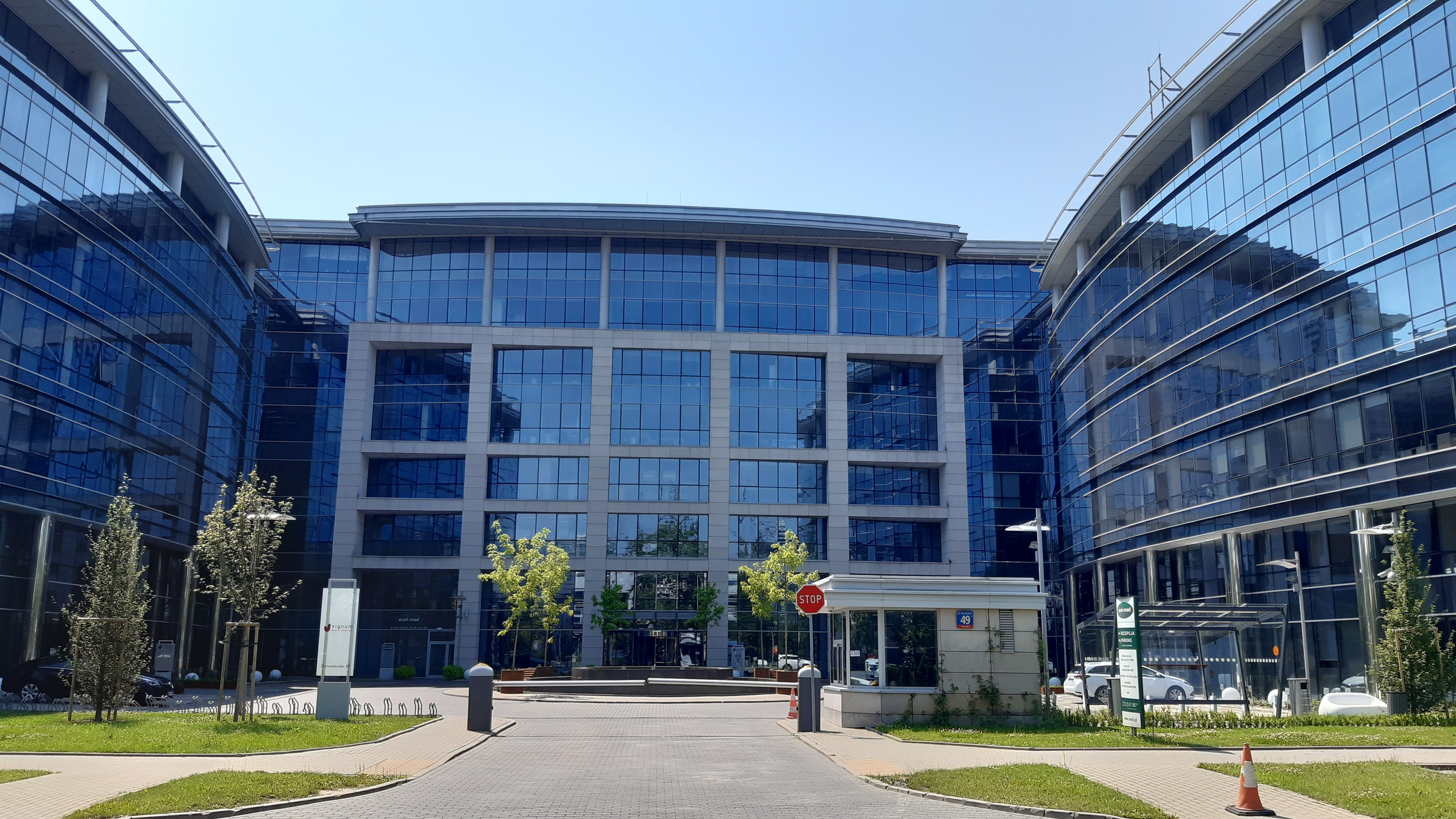
Siedziba spółki Ringier Axel Springer Polska przy ul. Domaniewskiej 49
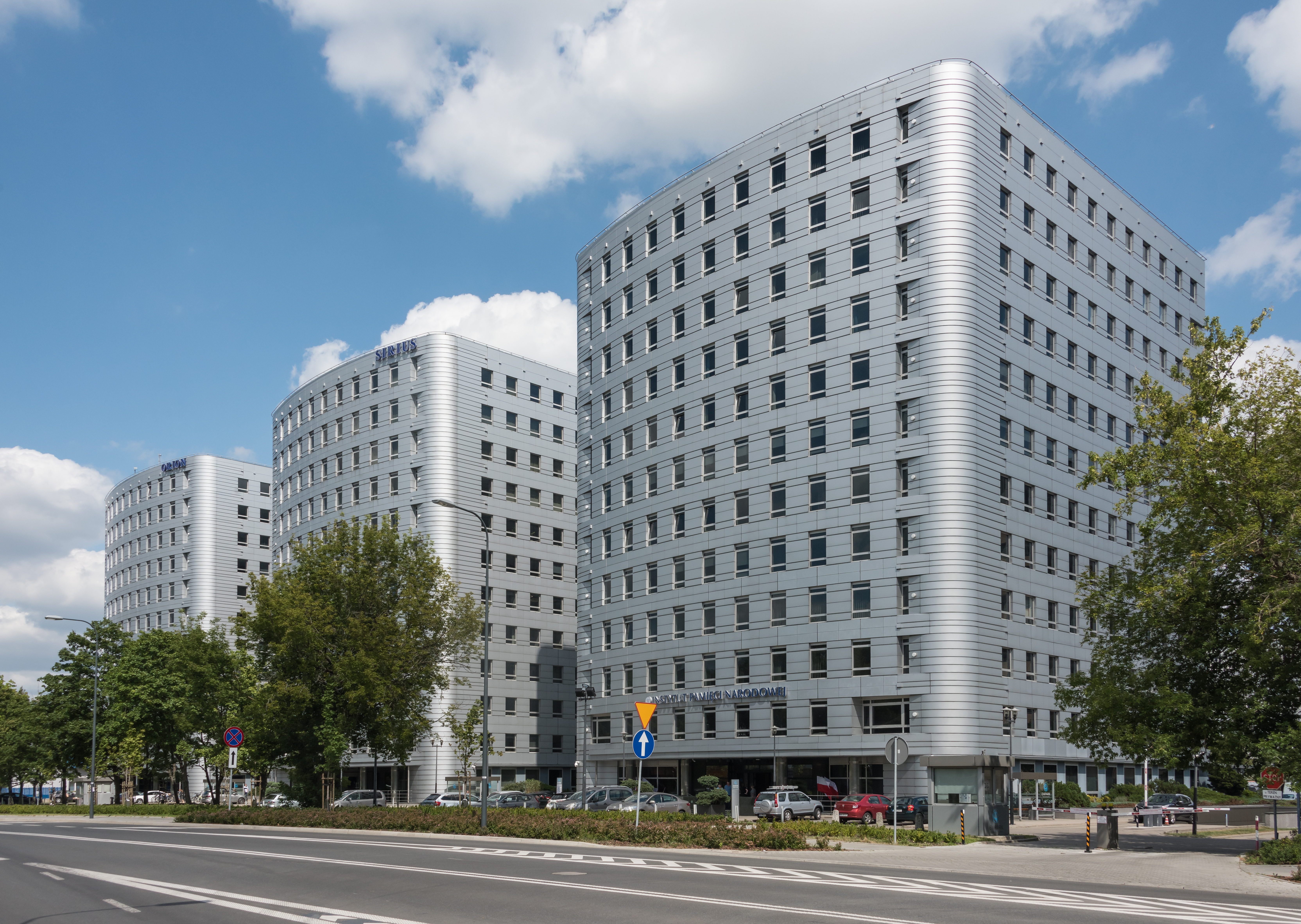
Mokotów Business Park
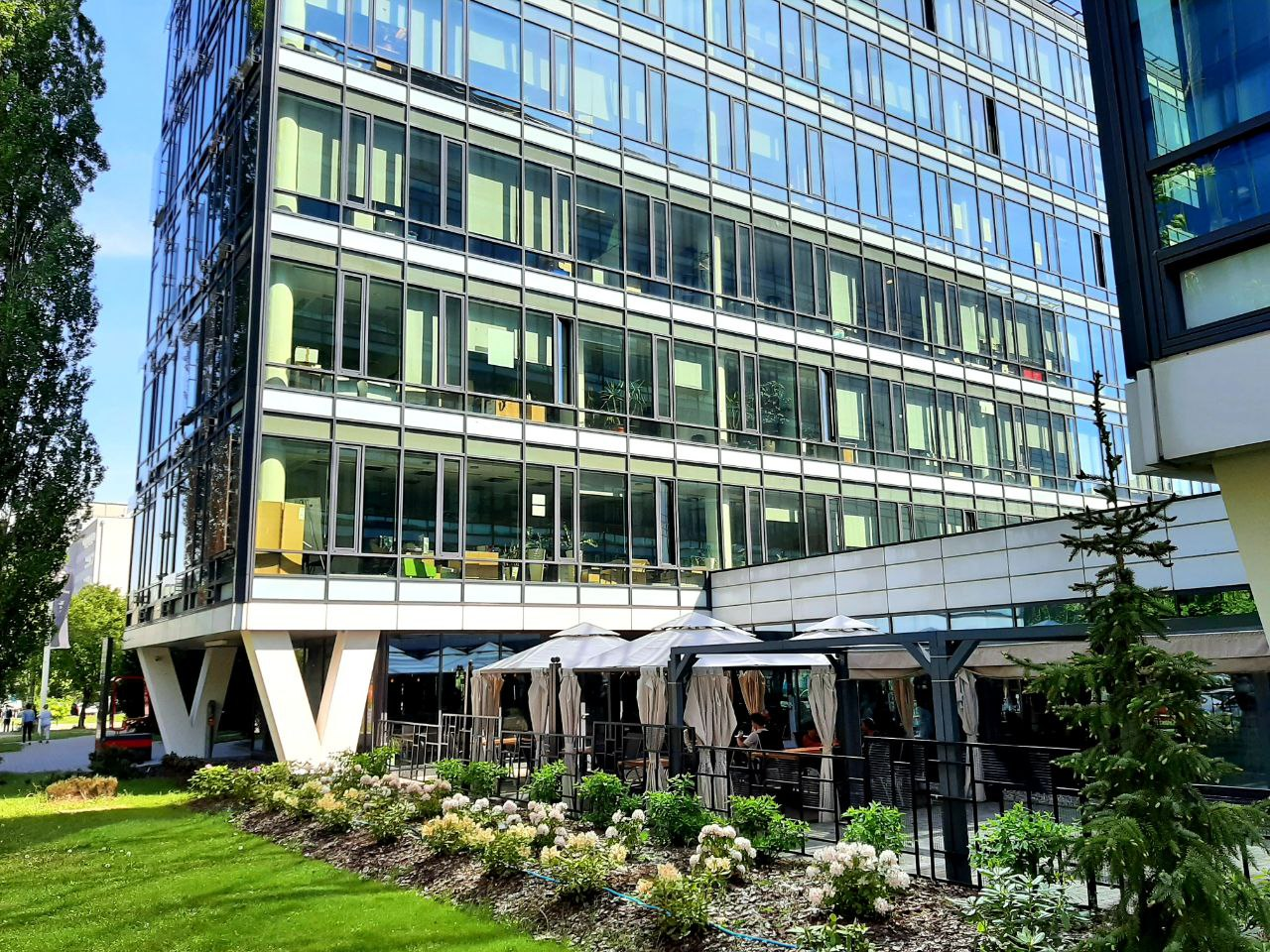
Park Postępu
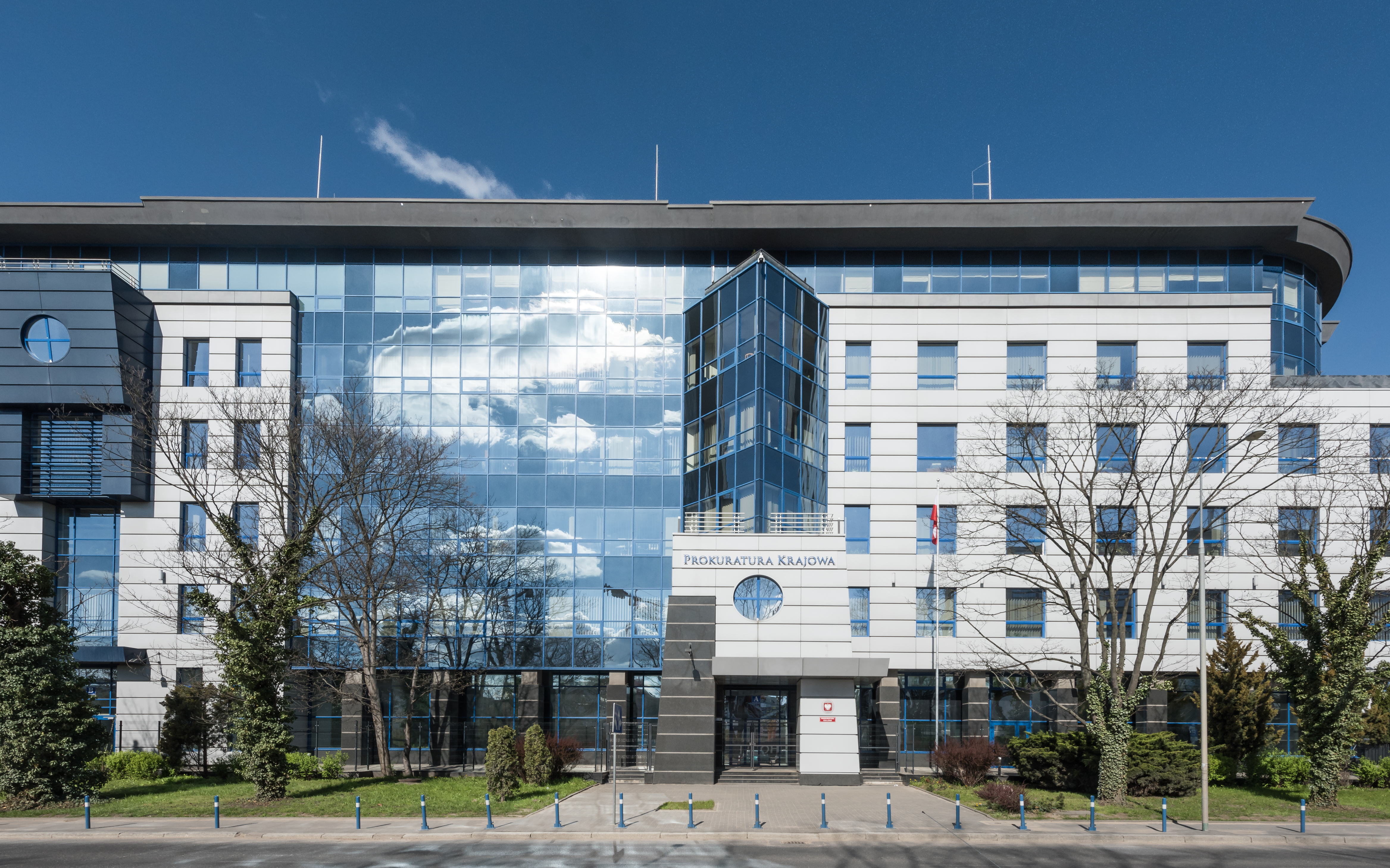
Siedziba Prokuratury Krajowej przy ul. Postępu 3